# Hadena estonica
Hadena estonica là một loài bướm đêm trong họ Noctuidae.